# 大山喬史
大山 喬史（おおやま たかし）は日本の歯科医師、歯学者。東京医科歯科大学元学長（第10代）。

## 経歴
- 1966年3月 - 東京医科歯科大学歯学部卒業、大学時代はラグビー部に所属。
- 1966年　東京医科歯科大学歯学部助手
- 1971年　米国イリノイ大学顎顔面頭蓋異常センターにリサーチアソシエイトとして留学
- 1974年　鶴見大学歯学部助教授
- 1979年　東京医科歯科大学歯学部教授
- 1991年　東京医科歯科大学歯学部附属病院長
- 2003年　東京医科歯科大学副学長
- 2005年　東京医科歯科大学理事・副学長
- 2008年　東京医科歯科大学10代学長
  - 同大学歯学部卒業生としては2人目の学長就任となった[1]。
- 2017年（平成29年）4月 - 鶴見大学学長
- 2021年（令和3年）3月 - 鶴見大学退職、学長退任。[2]

## 学会活動
- 1994年　日本スポーツ歯科医学会  理事長
- 2000年　日本補綴歯科学会  副会長

## 叙位・叙勲
- 2015年　瑞宝重光章を受章[3][4]

## 人物
- タイ国無歯科医村住民への歯科治療を行う「タイ国王様プロジェクト」に長年にわたり参加している国際医療人。